# Anders Eriksson (politiker)
Anders Eriksson, född 9 maj 1960, är en åländsk politiker och grundare av partiet Ålands Framtid.
Anders Eriksson var tidigare centerpolitiker. Inför valet 2003 grundade han självständighetspartiet Ålands framtid som arbetar för att det självstyrda Åland på sikt ska bli självständigt från Finland.

## Uppdrag
- Ledamot av Ålands lagting 2003-2015[1], 2019-
- Näringsminister, Ålands landskapsstyrelse 1991-1999
- Ledamot av Ålands lagting 1987-1991